# Schultz Forlag
Schultz Forlag blev grundlagt i 1661 og er dermed Danmarks ældste forlagsvirksomhed.
Schultz har historisk udgivet bøger indenfor næsten alle genrer, men har dog særligt de senere år haft fokus på faglitteratur. 
I midten af 1940'erne var det Danmarks næststørste forlag med bl.a. Ernest Hemingway og Salmonsens Konversationsleksikon. I 2007 solgte Schultz-koncernen forlaget til Gyldendalgruppen.